# تياغو ألميدا
تياغو ألميدا (بالبرتغالية: Thiago Almeida‏) هو مجدف برازيلي، ولد في 14 يناير 1980 في كارياسيكا في البرازيل.

## وصلات خارجية
- تياغو ألميدا على موقع الاتحاد الدولي للتجديف (الإنجليزية)
- تياغو ألميدا على موقع اللجنة الأولمبية الدولية (الإنجليزية)
- تياغو ألميدا على موقع أوليمبيديا (الإنجليزية)